# Hélène Chanel
Hélène Chanel, nome d'arte di Hélène Stoliaroff (Deauville, 12 giugno 1941), è un'attrice francese, di origine russa.

## Biografia
Accreditata spesso con pseudonimi diversi: Hélène Chancel, Helen Chanel, Sherill Mogan,Sheryll Morgan, Helen Stoliaroff e anche col suo vero nome Hélène Stoliaroff, è ricordata prevalentemente per i ruoli ricoperti in film peplum e di ambientazione storica.
Tra i film al suo attivo, da ricordare Un dollaro di fifa (1960), suo debutto nel cinema italiano girato accanto a Walter Chiari e Ugo Tognazzi - con il quale ebbe a quel tempo una relazione sentimentale -, Maciste all'inferno (1962, con Kirk Morris e Vira Silenti), e Nel sole (1967, con Al Bano e Romina Power).
Ha avuto anche una breve carriera come interprete di fotoromanzi, comparendo in una storia della casa editrice Lancio (Operazione Virginia, su Jacques Douglas n. 27 del dicembre 1967).

## Filmografia

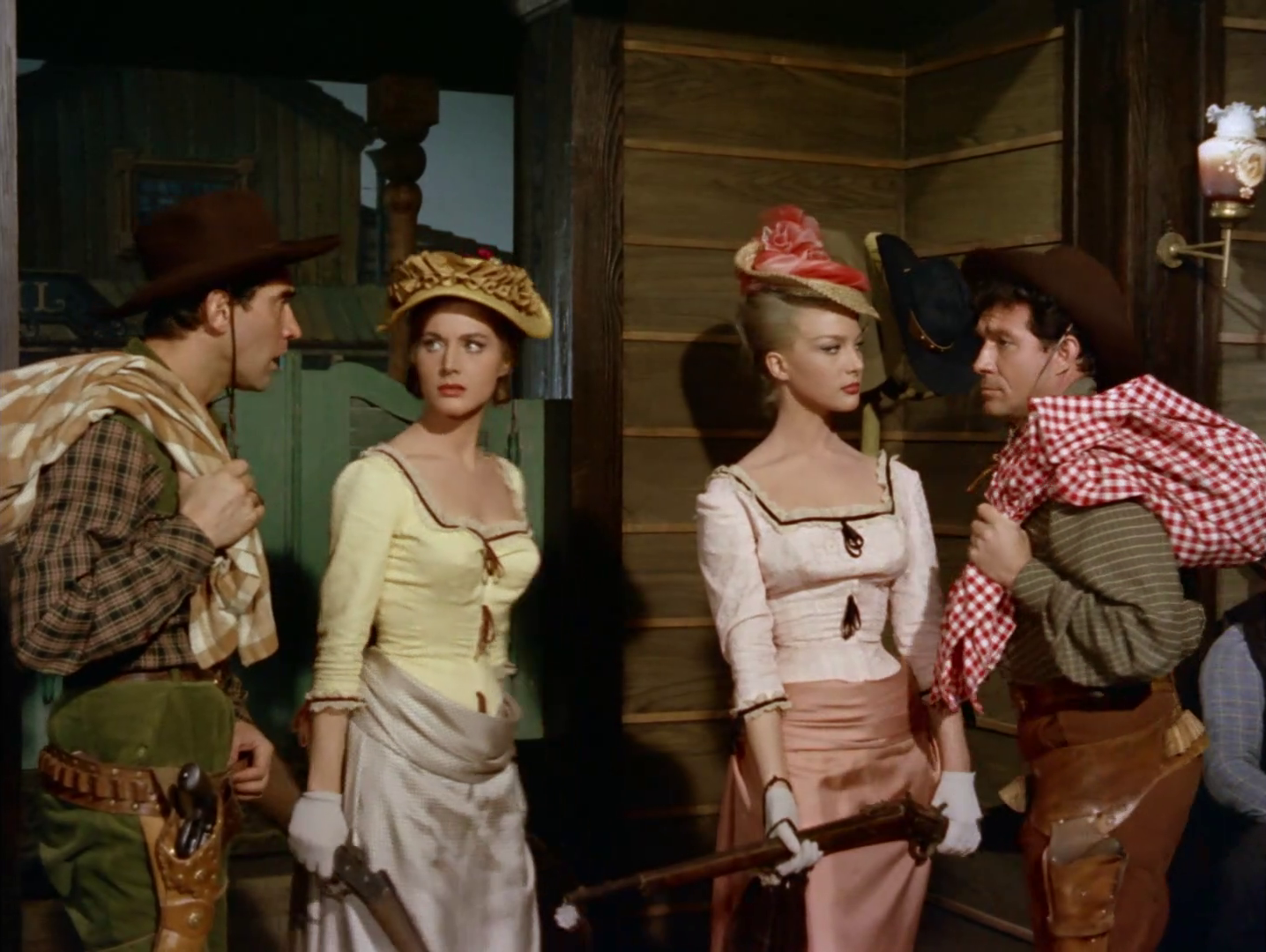
Walter Chiari, Leonora Ruffo, Hélène Chanel e Ugo Tognazzi nel film Un dollaro di fifa (1960)

Hélène Chanel con Dean Reed in La morte bussa due volte (1969)

- Dragatori di donne (Les Dragueurs), regia di Jean-Pierre Mocky (1959)
- Minorenni bruciate (Détournement de mineures), regia di Walter Kapps (1959)
- Genitori in blue-jeans, regia di Camillo Mastrocinque (1960)
- Il mio amico Jekyll, regia di Marino Girolami (1960)
- Le olimpiadi dei mariti, regia di Giorgio Bianchi (1960)
- Un dollaro di fifa, regia di Giorgio Simonelli (1960)
- Tu che ne dici?, regia di Silvio Amadio (1960)
- 5 marines per 100 ragazze, regia di Mario Mattoli (1961)
- Maciste alla corte del Gran Khan, regia di Riccardo Freda (1961)
- La ragazza sotto il lenzuolo, regia di Marino Girolami (1961)
- Gerarchi si muore, regia di Giorgio Simonelli (1961)
- Maciste all'inferno, regia di Riccardo Freda (1962)
- Colpo gobbo all'italiana, regia di Lucio Fulci (1962)
- La monaca di Monza, regia di Carmine Gallone (1962)
- Lasciapassare per il morto, regia di Mario Gariazzo (1962)
- I tre nemici, regia di Giorgio Simonelli (1962)
- Avventura al motel, regia di Renato Polselli (1963)
- L'invincibile cavaliere mascherato, regia di Umberto Lenzi (1963)
- La donna degli altri è sempre più bella, regia di Marino Girolami (1963)
- Le verdi bandiere di Allah, regia di Giacomo Gentilomo e Guido Zurli (1963)
- Due mafiosi nel Far West, regia di Giorgio Simonelli (1964)
- Il dominatore del deserto, regia di Tanio Boccia (1964)
- La valle dell'eco tonante, regia di Tanio Boccia (1964)
- Ercole, Sansone, Maciste e Ursus gli invincibili, regia di Giorgio Capitani (1964)
- Il conquistatore di Atlantide, regia di Alfonso Brescia (1965)
- Le notti della violenza, regia di Roberto Mauri (1965)
- Asso di picche - Operazione controspionaggio, regia di Nick Nostro (1965)
- Ischia operazione amore, regia di Vittorio Sala (1966)
- Agente segreto 777 - Invito ad uccidere, regia di Enrico Bomba (1966)
- Duello nel mondo, regia di Georges Combret, Luigi Scattini (1966)
- L'arcidiavolo, regia di Ettore Scola (1966)
- Le piacevoli notti, regia di Armando Crispino e Luciano Lucignani (1966)
- Killer calibro 32, regia di Alfonso Brescia (1967)
- Cjamango, regia di Edoardo Mulargia (1967)
- Due rrringos nel Texas, regia di Marino Girolami (1967)
- Con lui cavalca la morte, regia di Giuseppe Vari (1967)
- Nel sole, regia di Aldo Grimaldi (1967)
- Il coraggioso, lo spietato, il traditore (El hombre de Caracas), regia di Juan Xiol (1967)
- Sette uomini e un cervello, regia di Rossano Brazzi (1968)
- Un posto all'inferno, regia di Giuseppe Vari (1969)
- La legge dei gangsters, regia di Siro Marcellini (1969)
- La morte bussa due volte (Blonde Köder für den Mörder), regia di Harald Philipp (1969)
- La ragazza del prete, regia di Domenico Paolella (1970)
- Edipeon, regia di Lorenzo Artale (1970)
- Boccaccio, regia di Bruno Corbucci (1972)
- Gli amici degli amici hanno saputo, regia di Fulvio Marcolin (1973)
- Labbra di lurido blu, regia di Giulio Petroni (1975)
- Lo sgarbo, regia di Marino Girolami (1975)
- Stangata in famiglia, regia di Franco Nucci (1976)
- Il bocconcino, regia di Romano Scandariato (1976)
- Mogliamante, regia di Marco Vicario (1977)

## Doppiatrici italiane
- Rita Savagnone in Maciste all'inferno, La monaca di Monza, Due mafiosi nel Far West, Il bocconcino, Killer calibro 32, Cjamango
- Maria Pia Di Meo in Maciste alla corte del Gran Khan, L'invincibile cavaliere mascherato, Asso di picche - Operazione controspionaggio
- Luisella Visconti in 5 marines per 100 ragazze, La donna degli altri è sempre più bella
- Mirella Pace in Le piacevoli notti, Con lui cavalcava la morte
- Dhia Cristiani in Un dollaro di fifa
- Rosetta Calavetta in La ragazza sotto il lenzuolo
- Benita Martini in L'arcidiavolo
- Gabriella Genta in Due rrringos nel Texas
- Paila Pavese in Nel sole
- Valeria Valeri in La legge dei gangster
- Flaminia Jandolo in La morte bussa due volte